# 姚文淵
姚文淵（1475年—1532年），字宗翰，號拙菴，山東濟南府德州平原縣人，軍籍，明朝政治人物。

## 生平
弘治五年（1492年）壬子科山東鄉試第七十一名舉人。弘治九年（1496年）中式丙辰科會試第二百二十六名，三甲第四十八名進士。授河南汤阴县知县，在任五载，十五年擢升户部主事，管理吴越钞关。正德二年（1507年）晋员外郎，三年母喪丁忧，六年（1511年）服阕，起升户部郎中，逾月又以父喪去职。八年服补原职，九年出为汝宁府知府，在任三年，调任開封府，十三年（1508年）晋陕西按察司副使，兵备肅寧，嘉靖三年（1524年）入觐，九月晋本省右参政，四年六月升按察使，因生母去世归乡守制。嘉靖七年起复原职，九年三月升本省布政使司右布政使，六月被右都御史汪鋐参劾赃迹著闻，被黜職。嘉靖十年十月卒于家，享年五十八。

## 家族
曾祖姚瓚；祖父姚真；父姚高。嫡母劉氏；生母張氏。具庆下。兄文逵。弟文溥、文灏。